# Boulevard de l'Yser (Rouen)
Pour les articles homonymes, voir Boulevard de l'Yser.
Le boulevard de l'Yser est une voie publique de la commune française de Rouen.

## Situation et accès
Il est situé en rive droite de la Seine, entre le boulevard de la Marne et le boulevard de Verdun. Avec ces derniers et le boulevard des Belges (tous faisant référence à la Première Guerre mondiale), il permet de desservir le Vieux Rouen.
On y trouve, à proximité de la place du Boulingrin, le terminus du Métro Boulingrin ainsi que la station de métro Beauvoisine.
Rues adjacentes
- Rue de la Glacière
- Rue de l'Avalasse
- Rue Adolphe-Chéruel
- Rue Bras-de-Fer
- Route de Neufchâtel
- Place Beauvoisine
- Rue d'Ernemont
- Rampe Beauvoisine
- Rue Sainte-Marie
- Rue Poussin
- Rue de la Cage
- Avenue de la Porte-des-Champs
- Rampe Saint-Hilaire

## Origine du nom
Il tire son nom de la bataille de l'Yser qui s'est déroulée du 17 au 31 octobre 1914 et qui a opposé les unités allemandes qui voulaient franchir le fleuve en direction de Dunkerque aux troupes belges et françaises qui essayaient de les y arrêter.

## Historique
Situé à l'emplacement des anciens fossés, il s'appelait « boulevard Beauvoisine », au XIXe siècle, avant de prendre sa dénomination actuelle après la Première Guerre mondiale, en 1922.
Le 5 octobre 1925, un tramway, qui ne put freiner dans la côte du cimetière monumental, franchit la rampe Saint-Hilaire et finit sa course en contrebas sur le boulevard.
La foire Saint-Romain s'y tenait durant l'automne jusqu'en 1983.

## Bâtiments remarquables et lieux de mémoire
- Le cirque de Rouen s'y trouvait entre 1894 et 1973[2].
- Monument aux morts des forains dû à Maxime Real del Sarte (1931)[3].
- no 33 : Eugène-Louis-Ernest de Buchère de Lépinois (1814-1873), historien, y a vécu et est mort.
- no 58 : Eugène Richard (1867-1935), professeur à l'école de médecine, y habita.
- no 62 bis Eugène Fauquet (1850-1926), architecte, y a vécu et est mort.
- no 74 : maison due à l'architecte Émile Janet (1902).
- no 76 : Albert-Louis Gascard, pharmacien en chef de l'hospice général, y habita. Pendant la Seconde Guerre mondiale, la maison fut occupée par le siège des Chemins de fer allemands[4].
- no 80 : André Marie (1897-1974) y habita la maison qui fut occupée par le Tribunal administratif de Rouen de 1982 à 2008[5].
- no 101 : André Renaudin y vécut.